# En remontant le Mississipi
En remontant le Mississipi est la vingt-neuvième histoire de la série Lucky Luke par Morris (dessin) et René Goscinny (scénario). Elle est publiée pour la première fois du no 1111 au no 1132 du journal Spirou, puis en album, en 1961.

## Résumé
| \| La Nouvelle-Orléans Baton Rouge Vicksburg Memphis Cairo Saint-Louis Dubuque Minneapolis \| Villes traversées dans l'album. |
| La Nouvelle-Orléans Baton Rouge Vicksburg Memphis Cairo Saint-Louis Dubuque Minneapolis                                       |

Lucky Luke est témoin d'une querelle entre les capitaines de deux bateaux à vapeur, le capitaine Barrows de la « Daisy Belle » (jeu de mots évoquant la chanson populaire britannique Daisy Bell) et le capitaine Lowriver de l'« Asbestos D. Plower ». 
Les deux marins font un pari : ils feront une course sur le Mississippi (écrit « Mississipi »), et le premier arrivé gagnera le monopole de la circulation sur le fleuve. Barrows, qui sait que Lowriver n'hésitera pas à employer des moyens malhonnêtes pour le vaincre, engage Lucky Luke pour le protéger des traîtrises de son rival. 
En chemin, le cow-boy solitaire doit effectivement déjouer les machinations de plusieurs personnages engagés par Lowriver pour retarder la « Daisy Belle ». Le bateau du capitaine Barrows doit également surmonter les nombreux aléas que comporte la navigation sur le Mississippi : crues, sécheresse, obstacles, etc.

## Personnages
Personnages principaux
- Lucky Luke.
- Capitaine Barrows : capitaine de la Daisy Belle. Lucky Luke prend parti pour lui dans sa rivalité avec le capitaine Lowriver.
- Capitaine Lowriver : capitaine de l'Asbestos D. Plower. Il veut être le seul à faire la ligne La Nouvelle-Orléans-Minneapolis sur le Mississippi. Proposant dans ce but à Barrows une course entre les deux bateaux dont l'enjeu est l'exclusivité de la navigation sur le fleuve, il emploie n'importe quels moyens malhonnêtes pour gagner.

Équipage de  la Daisy Belle
- Ned : pilote de la Daisy Belle. Menteur-hâbleur réputé.
- Sam : second de Ned, il lui verse en permanence son café.
- Bang : chauffeur-mécanicien de la Daisy Belle, surnommé ainsi parce qu'il a fait exploser plusieurs chaudières de bateaux à vapeur au cours de sa carrière.

Employés du capitaine Lowriver
- Cards Devon : joueur de cartes et tricheur, il est engagé par Lowriver pour ralentir la Daisy Belle en jouant avec Bang, le chauffeur-mécanicien.
- Têtenfer Wilson : habitant de Bâton-Rouge qui aime provoquer les bagarres et qui se sert de sa tête très dure pour vaincre ses adversaires. Lowriver l'emploie pour ralentir la Daisy Belle en y cassant tout.
- Explosion Harris : expert en bombes, il est engagé par Lowriver pour faire exploser la Daisy Belle.
- Pistol Pete : ce tueur à gages est employé par Lowriver pour se débarrasser de Lucky Luke. Morris a caricaturé James Coburn.
- Carpe Muette : Indien habitant à Saint-Louis. Son surnom est Pie Bavarde. Il indique au Capitaine Lowriver où se trouve le tueur à gages Pistol Pete.

## Historique
Les sources historiques de cet album sont de deux ordres :

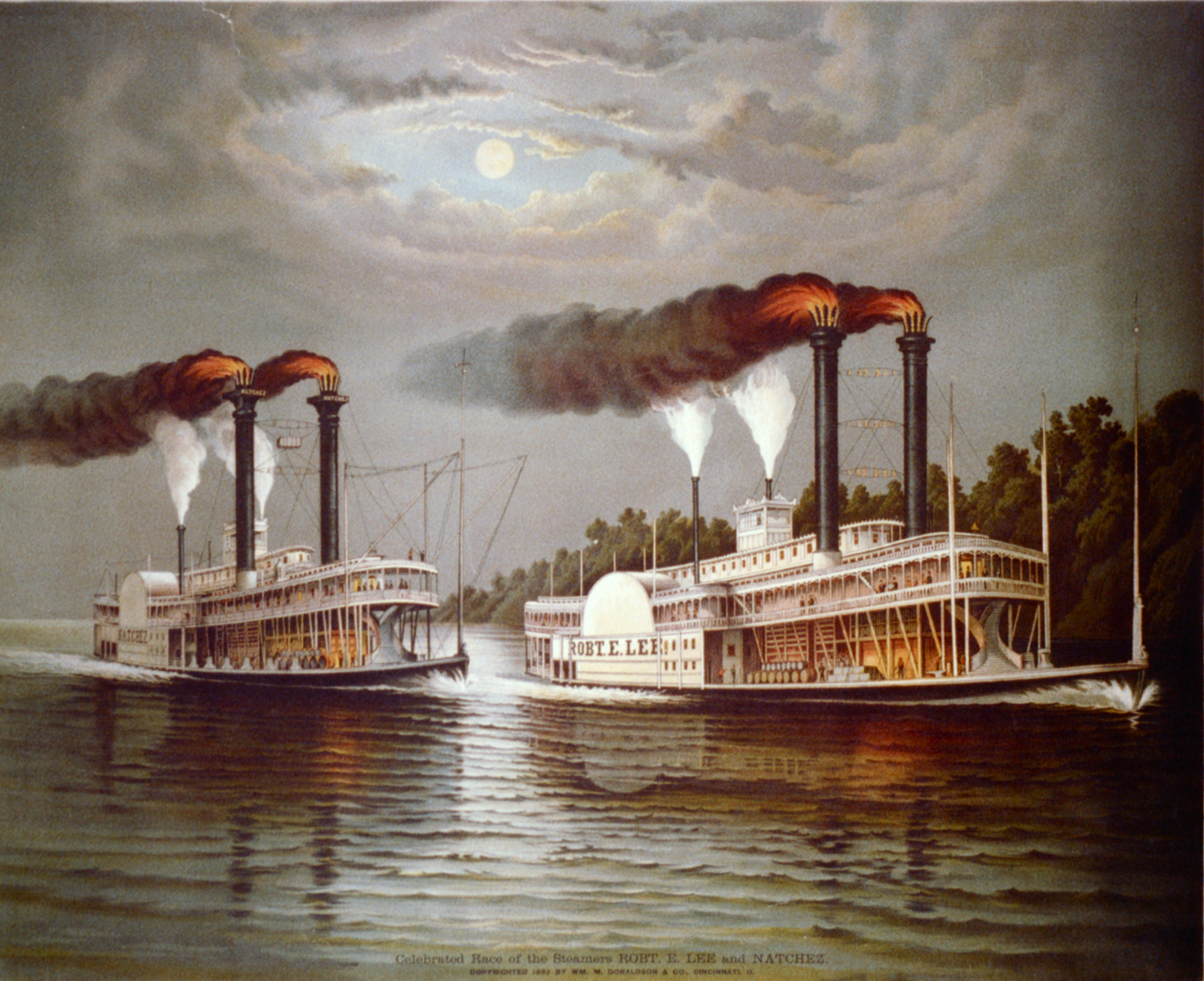
Course en 1870 entre le capitaine Cannon et le capitaine Leathers.

La première est la course folle de 1870 entre deux steamers du Mississippi, le Robert E Lee du capitaine Cannon (auquel l'Asbestos D. Plower et le capitaine Lowriver empruntent quelques traits) et le Natchez V du capitaine Leathers (la Daisy Belle de Barrows dans la bande dessinée). Bon nombre de péripéties relatées par Morris et Goscinny sont directement inspirées de faits authentiques : blocage des soupapes de sécurité, échouages sur des bancs de sable, passagers débarqués à la pointe de la carabine pour alléger le bateau, paris colossaux engagés aux États-Unis mais aussi en Europe, présence à bord de tricheurs professionnels —card sharks en argot américain—, tricheries en tous genres et prises de risques irresponsables, médiatisation et réception grandiose à l'arrivée à Minneapolis.
La seconde correspond aux récits « de la frontière » et mémoires de Mark Twain (de son vrai nom Samuel L. Clemens). Samuel Clemens avait travaillé comme pilote sur le Mississippi ; son nom de plume de « Mark Twain » est un terme technique lié à son métier (mark twain autrement dit mark two, c'est-à-dire un « pied de pilote » minimal de deux pieds d'eau, soit 70 centimètres, entre la quille du bateau et le fond du fleuve, considéré comme l'extrême limite pour tenter un passage au-dessus d'un banc de sable). À bord de la Daisy Belle, Lucky Luke assure des tâches qui furent celles de Samuel L. Clemens / Mark Twain à bord des vapeurs sur lesquels il embarqua, en particulier le sondage permanent du lit du fleuve devant l'étrave du bateau.

## Publication

### Revues
L'histoire est parue dans le journal Spirou, du no 1111 (30 juillet 1959) au no 1132 (24 décembre 1959).
- Spirou, no 1111 à 1132, 1959-1960[2]

### Album
- Dupuis, no 16, janvier 1961[3]

## Adaptation
Cet album a été adapté dans la série animée Lucky Luke, diffusée pour la première fois en 1984 où le chien Rantanplan apparaît dans cet épisode.
Têtenfer Wilson, l'un des méchants de l'album, apparaît dans le film live Lucky Luke (2009) de James Huth. Il y est joué par Alejandro Zanga.
Pistol Pete, un autre méchant de l'album, apparaît dans le même film.